# ادوارد مورگان فورستر

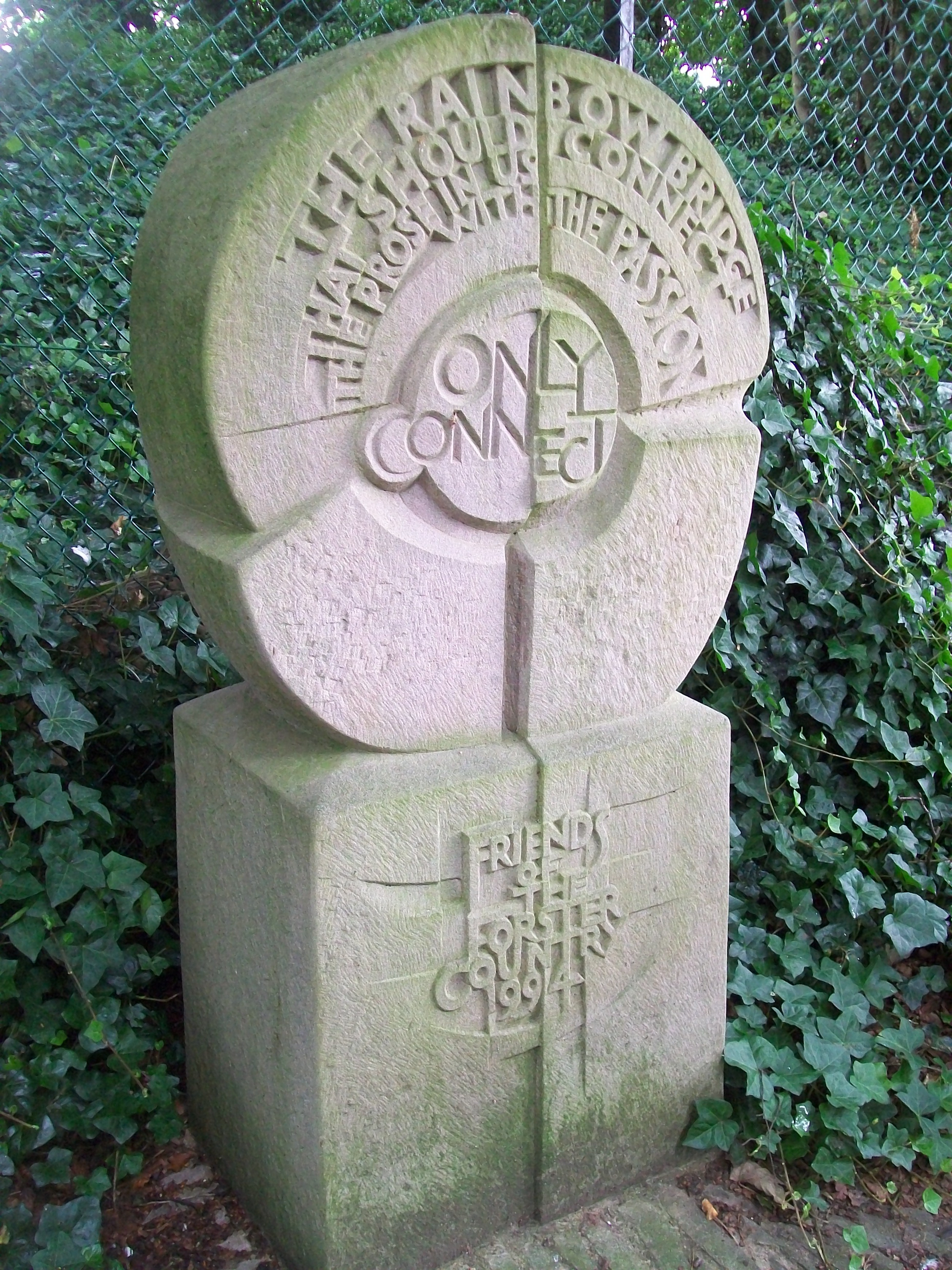
بنای یادبود فورستر در استیونج، هرتفوردشر، او در آنجا بزرگ شد و بعدها وقایع رمان «هواردز اند» خود را در آن محل تنظیم کرد

ادوارد مورگان فورستر (انگلیسی: Edward Morgan Forster، زادهٔ ۱ ژانویه ۱۸۷۹ در لندن – درگذشتهٔ ۷ ژوئن ۱۹۷۰ در کاونتری، واریک‌شر) رمان‌نویس، انشانویس و منتقد ادبی و اجتماعی انگلیسی است. شهرت او بیشتر برای نوشتن رمان‌هایی مانند هواردز اند (۱۹۱۰) و گذری به هند (۱۹۲۴) و همچنین نقدهایش است.

## زندگی

### سال‌های آغازین
ادوارد مورگان فورستر در سال ۱۸۷۹ در لندن متولد شد. در سال ۱۸۸۰ پدرش که معمار بود بر اثر بیماری سل درگذشت. از آن زمان، فورستر که هنوز دو ساله نشده بود، توسط مادرش بزرگ شد. در سال ۱۸۹۳ به عنوان دانش‌آموز روزانه وارد مدرسه تن‌بریج شد. وی بعدها نظام آموزش عمومی انگلیسی را مورد انتقاد قرار داد. در سال ۱۸۹۷ وارد کالج کینگ، کمبریج کمبریج شد. در آنجا احساس آزادی کرد و از آن لذت برد. برای نخستین بار توانست تمایلات فکری خویش را دنبال کند. چندی بعد به عضویت گروهی به نام حواریون درآمد که از دانشجویان لیسانسی تشکیل شده بود که با یکدیگر به بحث در مورد موضوع‌های فلسفی و ادبی می‌پرداختند.

### سال‌های میانی
فورستر پس از اتمام دانشگاه، تصمیم گرفت که به‌طور جدی به نوشتن بپردازد. در سال ۱۹۰۱ همراه با مادرش به ایتالیا و یونان سفر کرد. این سفرها الهام‌بخش دو رمان اول او شدند. در سال ۱۹۰۴ داستان کوتاه «آنسوی پرچین» را در ایندیپندنت منتشر کرد. در سال ۱۹۰۵ رمان جایی که فرشتگان می‌ترسند گام بردارند را منتشر کرد. بین سال‌های ۱۹۰۵ تا ۱۹۰۶ در آلمان به تدریس و مربی‌گری کودکان پرداخت. در سال ۱۹۰۷ به عضویت گروه بلومزبری درآمد و روابط دوستانه‌ای را با ویرجینیا وولف و لئونارد وولف تشکیل داد. در سال ۱۹۰۸ رمان اتاقی با منظره را منتشر کرد.
در سال ۱۹۱۰ رمان هواردز اند را منتشر کرد که به نخستین موفقیت چشمگیرش تبدیل شد. بین سال‌های ۱۹۱۲ تا ۱۹۱۳ به هند سفر کرد. در سال ۱۹۱۳ نوشتن رمان موریس را که در مورد عشق همجنس‌گرایانه دو مرد بود، آغاز کرد. این رمان پس از مرگ فورستر و در دهه ۱۹۷۰ منتشر شد.
در سال ۱۹۱۵ و در هنگام جنگ جهانی اول به مصر رفت و به صورت داوطلبانه برای کمیته بین‌المللی صلیب سرخ به مدت سه سال در اسکندریه به خدمت پرداخت. در سال ۱۹۱۹ به انگلستان بازگشت. در سال ۱۹۲۱ برای بار دیگر از هند دیدن کرد. در ۱۹۲۴ رمان گذری به هند را منتشر کرد. که نقدهای مثبتی دریافت کرد.

### پس از «گذری به هند»
فورستر پس از انتشار گذری به هند از آنجایی که نمی‌توانست صادقانه و آزادانه در مورد روابط جنسی بنویسد، تصمیم گرفت نوشتن رمان را رها کند. در سال ۱۹۴۵ و پس از مرگ مادرش از طرف دانشگاه کمبریج پیشنهاد کار دریافت کرد و از آن پس در دانشگاه روزگار گذرانید. در سال ۱۹۴۷ به ایالات متحده آمریکا سفر کرد و در آنجا به سخنرانی پرداخت. در طول سال‌های بعد چندین جایزه دریافت کرد.
ادوارد مورگان فورستر در ۷ ژوئن ۱۹۷۰ در سن ۹۱ سالگی در کاونتری بر اثر سکته درگذشت.

## آثار

### رمان‌ها
- جایی که فرشتگان می‌ترسند گام بردارند (۱۹۰۵)
- طولانی‌ترین سفر (۱۹۰۷)
- اتاقی با یک منظره (۱۹۰۸)
- هواردز اند (۱۹۱۰) (این کتاب را احمد میرعلایی به فارسی برگردانده)
- موریس (نوشته شده در ۱۹۱۳–۱۴ و منتشر شده در ۱۹۷۱، پس از مرگ فورستر)
- تابستان قطبی (اثر نیمه تمام که در ۱۹۱۲–۱۳ نوشته شده‌است)

### مجموعه‌داستان
- ماشین می‌ایستد

### نقد ادبی
- جنبه های رمان (۱۹۲۷) (این کتاب را ابراهیم یونسی به فارسی برگردانده)
- نوشتار زنانه در ادبیات (۲۰۰۱، پس از مرگ فورستر)
- آفریننده در مقام منتقد و دیگر نوشته ها